# Czarna maska
Czarna maska (tytuł oryg. Hak hap) – hongkoński fantastycznonaukowy film akcji w reżyserii Daniela Lee, którego premiera odbyła się 9 listopada 1996 roku.
Film zarobił 12 491 455 dolarów w Stanach Zjednoczonych.

## Fabuła
W 1992 roku powstał specjalny pluton, który nazywano Grupą 7-01. Jego żołnierze zostali poddani operacji, w wyniku której mężczyźni nie czują bólu. W momencie wybuchu buntu  Tsui Chik (Jet Li) spróbował uciec. Kilka lat później w tajemniczych okolicznościach zaczęli ginąć handlarze narkotyków. Szef jednego z gangów w wyniku zamachu, ranny trafia do szpitala. Policja zaczęła chronić Ricky’ego Taia (Henry Fong), jednak w jego ciele umieszczona została bomba, która wkrótce eksplodowała. Chik podejrzewa, że taki ładunek wybuchowy mogła skonstruować tylko osoba z Grupy 7-01. Zakładając czarną maskę Chik rozpoczyna prywatne śledztwo.

## Obsada
Źródło: Filmweb

- Jet Li – Tsui Chik/Czarna maska
- Karen Mok – Tracy Lee
- Françoise Yip – Mei Lin
- Anthony Wong – król Kau
- Henry Fong – Ricky Tai
- Mei-Yee Si
- Ken Lok
- Suk-yee Chan

## Nominacje
Źródło: Internet Movie Database
| Rok  | Nagroda              | Kategoria                     | Nominacja                | Wynik     |
| ---- | -------------------- | ----------------------------- | ------------------------ | --------- |
| 1997 | Hong Kong Film Award | Best Art Direction            | Eddie Ma, Bill Lui       | Nominacja |
| 1997 | Hong Kong Film Award | Best Costume & Make Up Design | William Fung, Mabel Kwan | Nominacja |
| 1997 | Hong Kong Film Award | Best Action Choreography      | Yuen Woo-ping            | Nominacja |